# Saint-Austremoine
Saint-Austremoine é uma comuna francesa na região administrativa de Auvérnia-Ródano-Alpes, no departamento de Alto Loire. Estende-se por uma área de 11,43 km². Em 2010 a comuna tinha 48 habitantes (densidade: 4,2 hab./km²).